# 1363 Herberta
1363 Herberta eller 1935 RA är en asteroid i huvudbältet som upptäcktes 30 augusti 1935 av den belgiske astronomen Eugène Joseph Delporte i Uccle. Det har fått sitt namn efter den amerikanske presidenten Herbert Hoover.
Asteroiden har en diameter på ungefär 13 kilometer och den tillhör asteroidgruppen Koronis.